# Sverdrupøerne
Sverdrupøerne er en gruppe øer på vestsiden af Ellesmere Island og udgør en mindre del del af den canadiske øgruppe Dronning Elizabeth-øerne nordligst i Canada. De største øer er Axel Heibergs land, Ellef Ringnes' ø og Amund Ringnes' ø. Øerne er ubeboede bortset fra en vejrstation på Ellef Ringnes' ø. Administrativt hører øgruppen under Nunavut-territoriet.
Øerne har fået navn efter den norske opdager Otto Sverdrup, som på den anden store Fram-ekspedition kortlagde området mellem 1898 og 1902. Øerne var tidligere kendt og tidvis besøgt a inuitter. På vegne af Norge gjorde Sverdrup officielt krav på de tre øer Ellef Ringnes' ø, Amund Ringnes' ø og Axel Heibergs land i 1928. De norske myndigheder viste i begyndelsen kun lille interesse for de tre ugæstmilde øer og ville først og fremmest bruge kravet som et redskab ved forhandlingerne om andre polarområder. 
I april 1929 gav norske myndigheder Sverdrup besked på, at han kunne starte forhandlinger med Canada om en personlig kompensation for at frafalde kravet på øerne. Den 5. november 1930 anerkendte Norge Canadas ret til Sverdrupøerne. Blot 14 dage senere anerkendte Storbritannien Norges ret til Jan Mayen. At Norge ikke stod hårdere på kravet om at beholde øerne var en stor skuffelse for Otto Sverdrup. 
Det canadiske parlament betalte 67.000 dollar for Sverdrups dagbøger og kort. Pengene var også betaling for arbejde, Sverdrup havde udført i forbindelse med ekspeditionen. Dagbøgerne blev senere tilbagegivet til Sverdrups familie, mens kortet er sporløst forsvundet.